# Akwedukt Klaudiusza

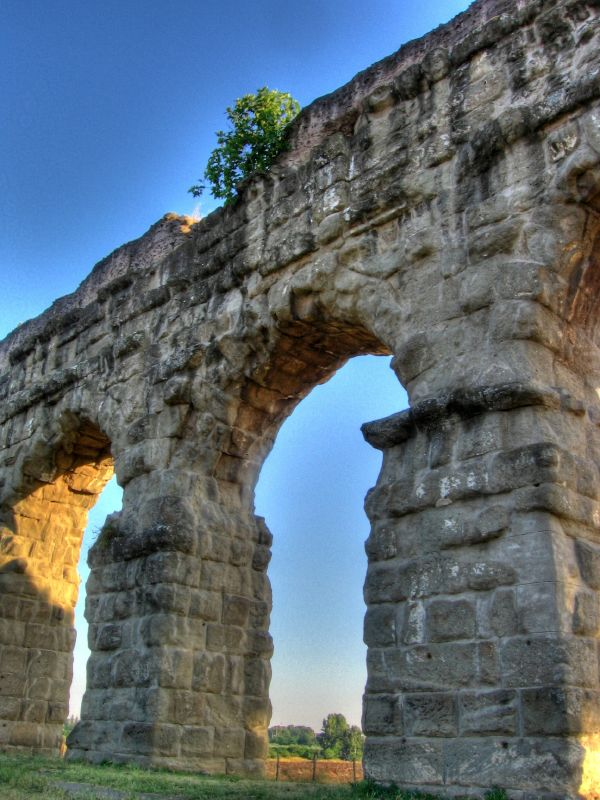
Akwedukt Klaudiusza

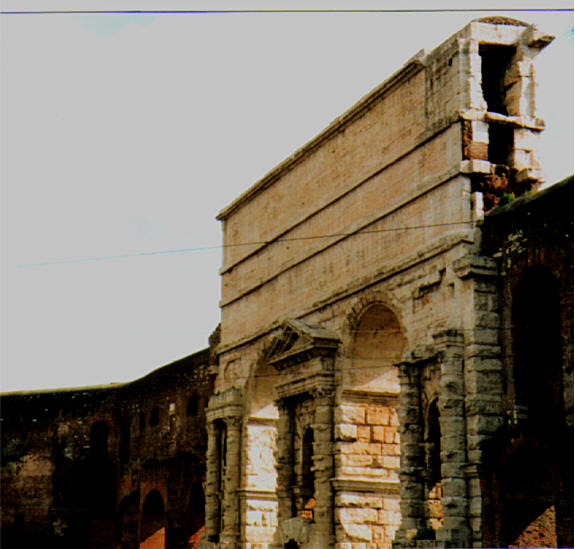
Porta Maggiore - skrzyżowanie Aqua Tepula i Aqua Marcia z Akweduktem Klaudiusza oraz Anio Novus

Akwedukt Klaudiusza (łac. Aqua Claudia) – akwedukt wybudowany w czasach cesarza Klaudiusza (ukończony w 52 r. n.e.), biegnący przy Via Praenestina. Jego fragmenty zachowały się do naszych czasów i są dobrym przykładem techniki stosowanej w czasach wczesnego Cesarstwa przy różnego rodzaju konstrukcjach. Chodzi tutaj przede wszystkim o wątek muru, do którego wykorzystywano jedynie z grubsza ociosane bloki kamienne o regularnych kształtach. Ważną część akweduktu stanowi tzw. Porta Maggiore.

## Historia
Budowę akweduktu Klaudiusza rozpoczęto, podobnie jak budowę Anio Novus, za panowania cesarza Kaliguli w 38 r. n.e., ukończono zaś w czasie panowania Klaudiusza w 52 r. Obie instalacje oddano do użytku 1 sierpnia, a koszt ich wzniesienia wyniósł 350 000 000 sestercji.
Po dokładnie dziesięciu latach użytkowania nastąpiła dziewięcioletnia przerwa w korzystaniu z akweduktu, aż do chwili, gdy cesarz Wespazjan rozkazał go odbudować w 71 r., a cesarz Tytus odrestaurować po kolejnych dziesięciu latach.
Fragment wodociągu znajdujący się na południowy wschód od Porta Maggiore został włączony w mur Aureliana poprzez zamurowanie arkad.

## Doprowadzanie wody
Główne źródła zaopatrujące akwedukt Klaudiusza znajdują się około 445 metrów na lewo od 38 kamienia milowego drogi Via Sublacensis. Długość kanału, przebiegającego najczęściej pod ziemią, wynosiła około 69 kilometrów. W zależności od pory roku transportował on do 185 000 m³ wody dziennie, co stanowiło 20% zapotrzebowania ówczesnego Rzymu. Po przejściu przez system filtrów nieopodal siódmego kamienia milowego na Via Latina, instalacja ta ostatnie 13 kilometrów przed bramami miejskimi biegła ponad poziomem gruntu. Część Annio Novus zbudowano na akwedukcie Klaudiusza, przez co obie konstrukcje tworzyły gigantyczny łuk zwany Porta Maggiore.

## Wodociąg Nerona (Arcus Neroniani)
Po wybudowaniu z rozkazu Nerona Arcus Neroniani, odgałęzienia akweduktu Klaudiusza, wszystkie spośród 14 dzielnic Rzymu mogły być zaopatrywane w wodę. Z początku prowadziło ono dwukilometrowym odcinkiem do świątyni ubóstwionego (divus) Klaudiusza na wzgórzu Celius. Neron używał wodociągu do zaopatrywania w wodę swojego ogromnego pałacu - „Złotego Domu” (Domus Aurea). Tym, który przedłużył arkady aż na Palatyn był Domicjan. 
Arkady budowli wznosiły się na 7,75 m, filary miały 2,30 m wysokości oraz 2,10 m szerokości. W najwyższym miejscu ta ceglana (!) budowla osiągała 16 metrów.